# باشگاه ورزشی کاستیون
باشگاه ورزشی کاستیون یک باشگاه فوتبال حرفه‌ای است که در کاستیلن، در بخش خودمختار والنسیا واقع شده‌است.
این تیم که در ۲۰ ژوئیه ۱۹۲۲ تأسیس شد، پس از سقوط از سگوندا دیویسیون در انتهای فصل ۲۰۲۰–۲۰۲۱، در حال حاضر در سطح سوم فوتبال اسپانیا بازی می‌کند و بازی‌های خانگی را در ورزشگاه جدید کاستلین برگزار می‌کند.

## مالکیت
در ژوئن ۲۰۱۷، بازیکن سابق، پابلو هرناندز مالک مشترک باشگاه شد و کنسرسیومی را در کنار آنجل دیلبرت، ویسنته مونتسینوس و دیگران رهبری کرد.